# Уисслер, Кларк
Кларк Дейвид Уи́сслер (англ. Clark Wissler; 18 сентября 1870, штат Индиана, США — 25 августа 1947) — американский антрополог. Изучал культуру и психологию.
Член Национальной академии наук США (1929).

## Биография
В 1901 году получил докторскую степень в Колумбийском университете. Под впечатлением работ Франца Боаса начал заниматься антропологией. В 1902—1905 годах проводил полевые исследования среди черноногих и других племён северной части Великих равнин. В 1902 году получил работу в Американском музее естественной истории, где с 1907 по 1942 год был куратором департамента антропологии.

## Научные исследования
Центральной теоретической разработкой Уисслера стала концепция культурных ареалов. Первоначально культурные ареалы были методикой классификации и типологизации музейных экспонатов. Однако уже в монографии «Американский индеец» (1917) автор последовательно наносит на карту пищевые, текстильные ареалы, распространение транспорта, керамики, архитектуры, обработки металла и камня, высокого искусства, развитие социальных групп и особенности мифологии. Получившиеся области имели схожие очертания, что позволило автору характеризовать их как ареалы культуры (англ. culture area). Дальнейшей развитие понятие «культурный ареал» получило в рамках концепции культуры А. Л. Кребера

## Труды Уисслера
- «Североамериканские индейцы Равнин»
- «Материальная культура черноногих»
- «Социальная организация и ритуальные церемонии индейцев черноногих»